# Rocroi-i csata
Az 1643. május 19-én vívott rocroi-i csata a harmincéves háborúval párhuzamosan zajló 1635–1659-es francia–spanyol háború egyik fontos ütközete volt. A flandriai fronton, a francia Rocroi (régies írásmóddal Rocroy, ejtsd „rokruá”) erődített városa mellett zajlott (ma: Ardennes megye). Az ifjú Enghien hercege által vezetett francia királyi hadsereg megsemmisítő vereséget mért Don Francisco de Melo márki spanyol birodalmi hadseregére. A csata hadtörténelmi jelentőségű, mint a gyalogos terciókra („spanyol négyszögekre”) épülő, az 1525-ös paviai csatától a 17. század első feléig igen sikeres, verhetetlennek hitt spanyol harcmodor kudarca. A rocroi-i francia győzelem az európai spanyol katonai szupremácia lehanyatlásának, Franciaország nagyhatalommá emelkedésének újabb fontos állomása.

## Előzmények
Az 1635-ben kitört francia–spanyol háború több fronton zajlott: délen a francia haderő Katalónia ellen vonult, északon Flandriában és a Rajna mentén folytak hadműveletek, itt a spanyolokat birodalmi csapatok is támogatták. 1643 tavaszán a németalföldi spanyol haderő parancsnoka, a portugál Francisco de Melo, Assumar grófja, Tor de Laguna márkija, Spanyol-Németalföld királyi helytartója úgy döntött, támadást indít Rocroi francia határerődítmény elfoglalására, hogy ezzel tehermentesítse a katalóniai frontot és megelőzze Franche-Comté tartomány fenyegető francia elözönlését.
A spanyol haderő megindulásával nagyjából egy időben Mazarin bíboros, a francia király főminisztere Henri de Condé herceg 21 éves fiát, Louis de Bourbont, Enghien hercegét nevezte ki a Champagne vidékén állomásozó északi (pikárdiai) francia hadsereg főparancsnokává. Enghien hercege kisebb parancsnoki beosztásokban már több sikeres ütközetet vívott a spanyolok és a birodalmi erők ellen. Kitüntette magát Arras ostrománál, szilárdan kitartott Richelieu bíboros mellett a „Cinq Mars” összeesküvés nehéz óráiban, majd 1642-ben kitüntetéssel harcolt Perpignan ostrománál, mindemellett Richelieu unokahúgának a férje volt.
1643. május 12-én a spanyol csapatok megjelentek a rocroi-i erőd előtt, és hozzáfogtak az ostromot előkészítő munkákhoz (circumvallatio).
Enghien hercege – idősebb tábornokainak óvatos tanácsa ellenére – úgy döntött, hadseregével a szorongatott rocroi-i helyőrség segítségére siet, és csatára kényszeríti az ellenséget, még mielőtt megérkezne annak mintegy 1000 lovasból és 3000 gyalogosból álló utóvéde, amely Johann von Beck császári vezérőrnagy (1588–1648), Luxemburg kormányzójának parancsnoksága alatt közeledett.

## A szemben álló erők
Melo gróf jelentős, mintegy 27 000 fős haderőt állított össze a támadáshoz. A katonák felszereltsége és kiképzése azonban hiányos volt. A lovasság lovai nem voltak megfelelő minőségűek, mert a több, mint két évtized óta tartó harmincéves háború miatt egész Európában igen drágák voltak a lovak, a spanyol államkassza viszont üres volt.
A katonák többségét nem készítették fel egy hadjárat viszontagságaira. 1643 februárjában a flandriai spanyol hadseregben elrendelték, hogy a toborzást ki kell terjeszteni kisebb termetű, katonai szolgálatra kevésbé alkalmas férfiakra is, mert a korábbi rendben túl kevés újoncot sikerült sorozni. Hogy ezeket is felfegyverezhessék, ismét bevezették a kisebb méretű és gyengébb átütő erejű arkebúzokat (rövid csövű, egylövetű, elöltöltős szakállas puskákat), amelyeket már 1636-ban kivontak a hadrendből, hogy a hivatásos katonákat a korszerűbb és jóval hatékonyabb muskétákkal szereljék fel.
A francia hadvezérnek, Enghien hercegének is mintegy 22 000 katonája volt: 18 gyalogos zászlóalja és 32 lovasszázada, ezek között voltak svájci zsoldosok, magyar és horvát lovasok. Egységeinek elég lőfegyvere (muskétája) is volt; ezek száma 600–1000 közé tehető.

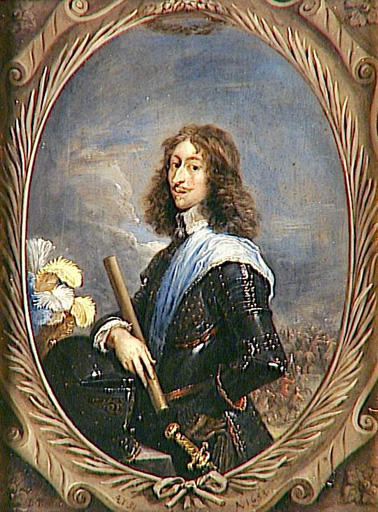
Louis de Bourbon, Enghien hercege
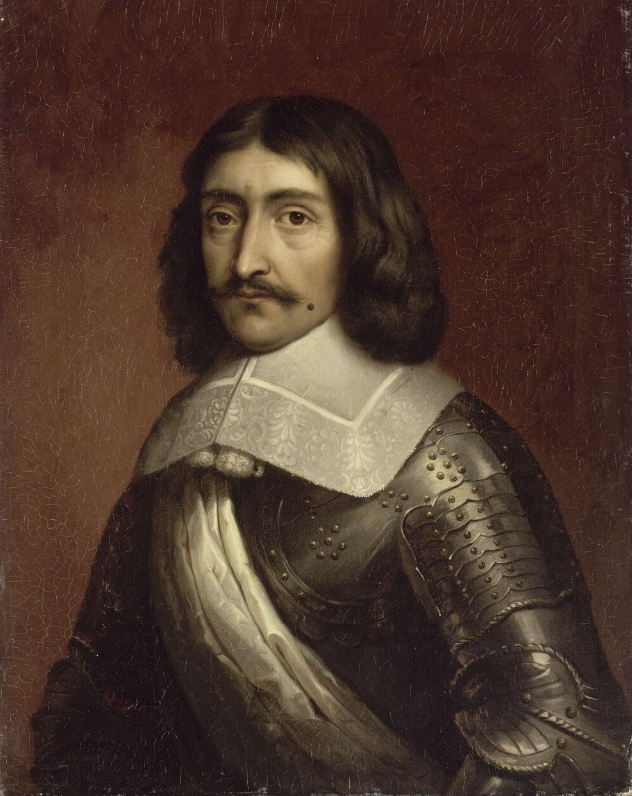
Henri de La Ferté-Senneterre herceg
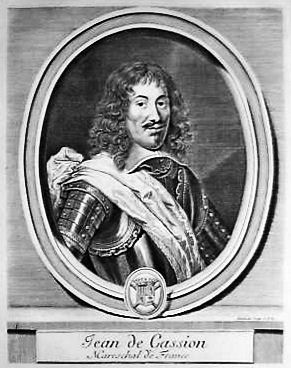
Jean de Gassion marsall
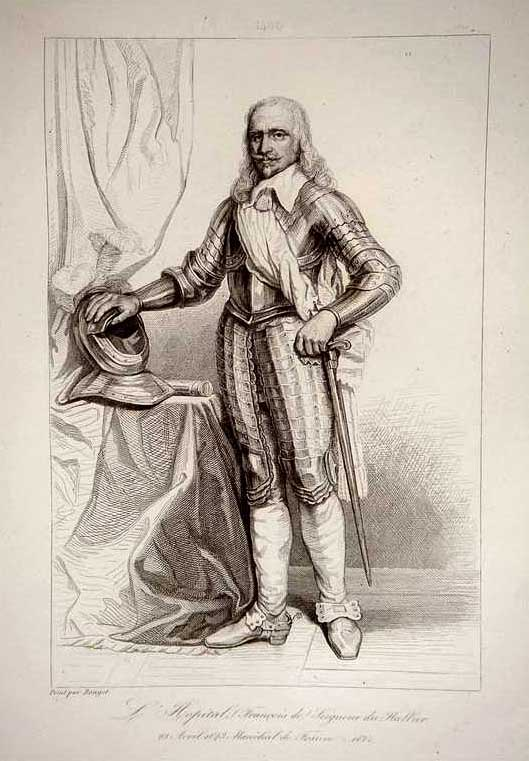
François de L’Hospital gróf

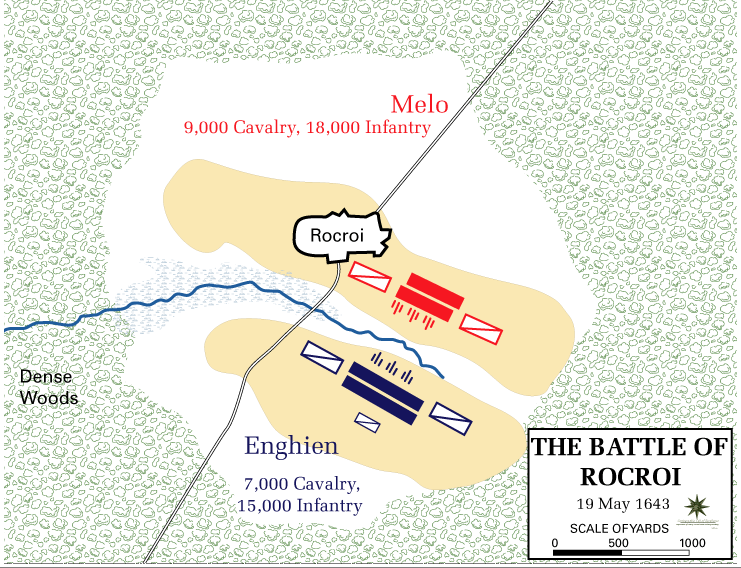
A csata térképvázlata

### A francia csatarend
Enghien herceg mintegy 22 000 embert állított csatasorba.
- Középre a Champagne-i hadseregből 15 gyalogezredet állított két harcvonalba, d’Espenan márki parancsnoksága alatt. A piemonti, rambure-i, Bourdonne–Biscaras, Molandin (svájci), Persan, de la Marine és a pikárdiai ezredeket maga d’Espenan márki, a bussy–guiche-i, lantern–brèze-i, a von Roll és a wattewille-i (svájci) ezredeket, a vidame-i és veruins–la-Prée ezredeket de la Vallière tábornok vezette. A gyalogos harcvonalak közé Enghien 600-1000 muskétást állított fel.
- A bal szárnyon 13 zászlóalj állt La Ferté marsall parancsnoksága alatt. A Fusiliers, Guiche, de la Ferté, Beauveau és Clauière ezredeket maga a marsall, az Arcourt, Hendicourt, Marolle és Notaf ezredeket François de L’Hospital gróf, marsall vezette.
- A jobb szárnyon 15 zászlóalj állt, Jean de Gassion gróf, marsall parancsnoksága alatt. A Suilly, Coeslin, Lenoncourt, Maître-de-Camp, a Royal, a gárdaezred (Gardes), a Győr (Raab) magyar és Csák (horvát) ezredeket maga Gassion marsall vezette.
- A jobb szárnyon állt a francia lovasság, 5 svadronba tagolva, ezeket maga Enghien hercege irányította (LesChelles, Sillart, Menneville, Roclore és Vamberg svadronok).
- A tartalékban 3 gyalogos zászlóalj és 4 lovasszázad állt, Pierre de Lestouf de Pradines-nak, Sirot bárójának parancsnoksága alatt (a Charost, Wattewille ezredekből, a Gendarme de la Garde és a Milices Royales ezredekből).
- A 21 kis kaliberű ágyúból álló francia tüzérséget Henri de Chivre de la Barre márki parancsnokolta, a lövegeket 2 ütegbe sorolva állították fel.

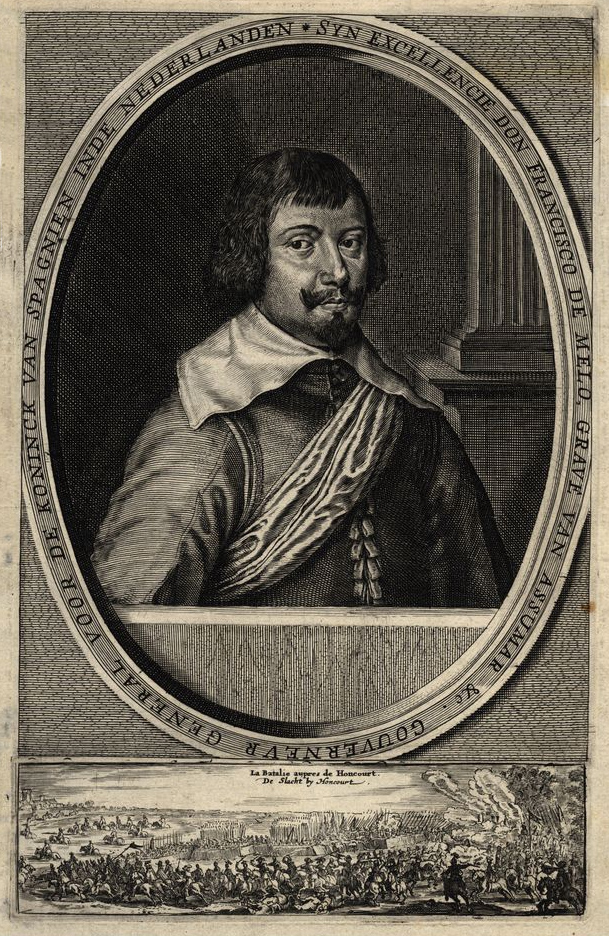
Francisco de Melo márki, Assumar grófja
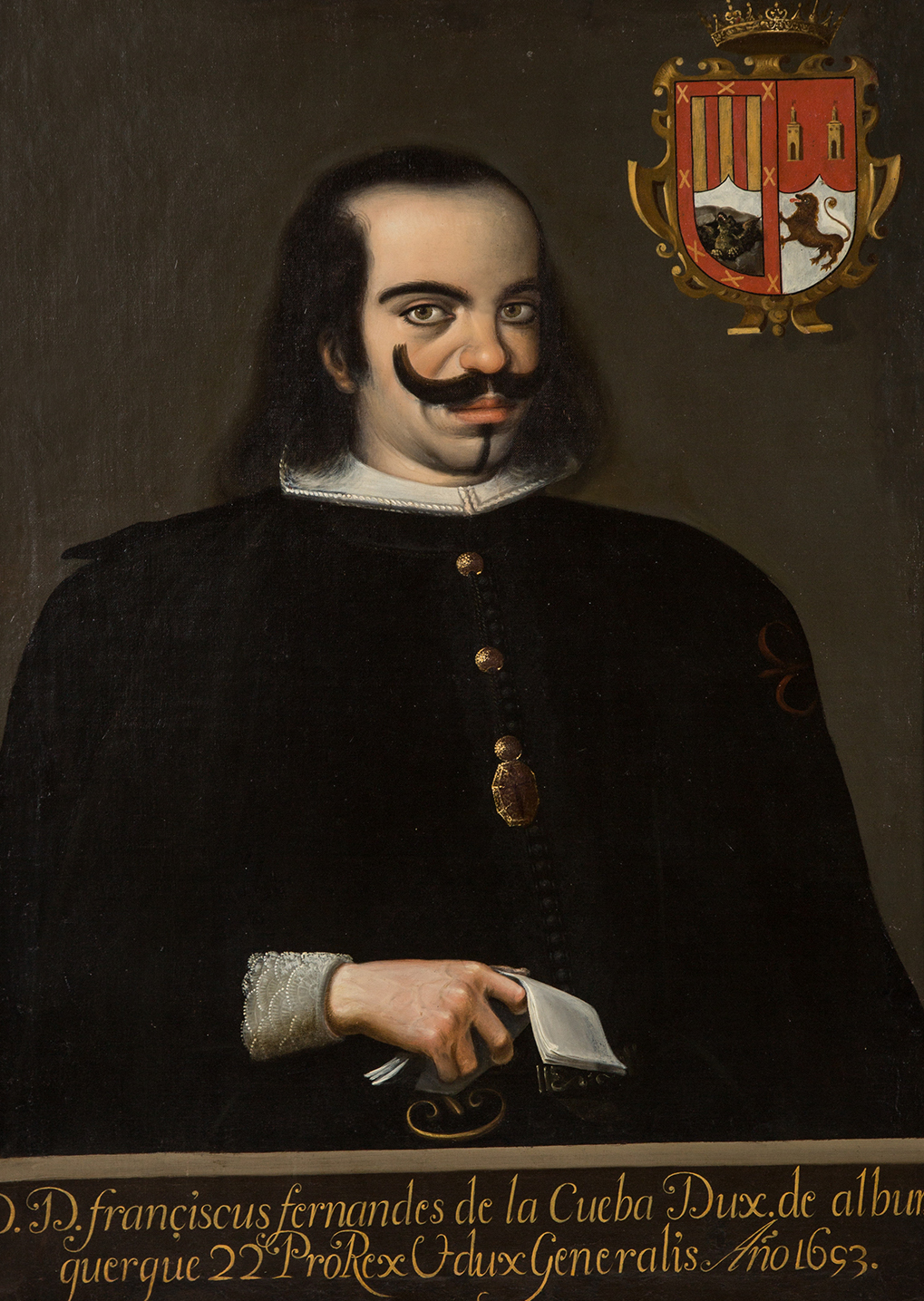
Francisco de la Cueva, Alburquerque hercege
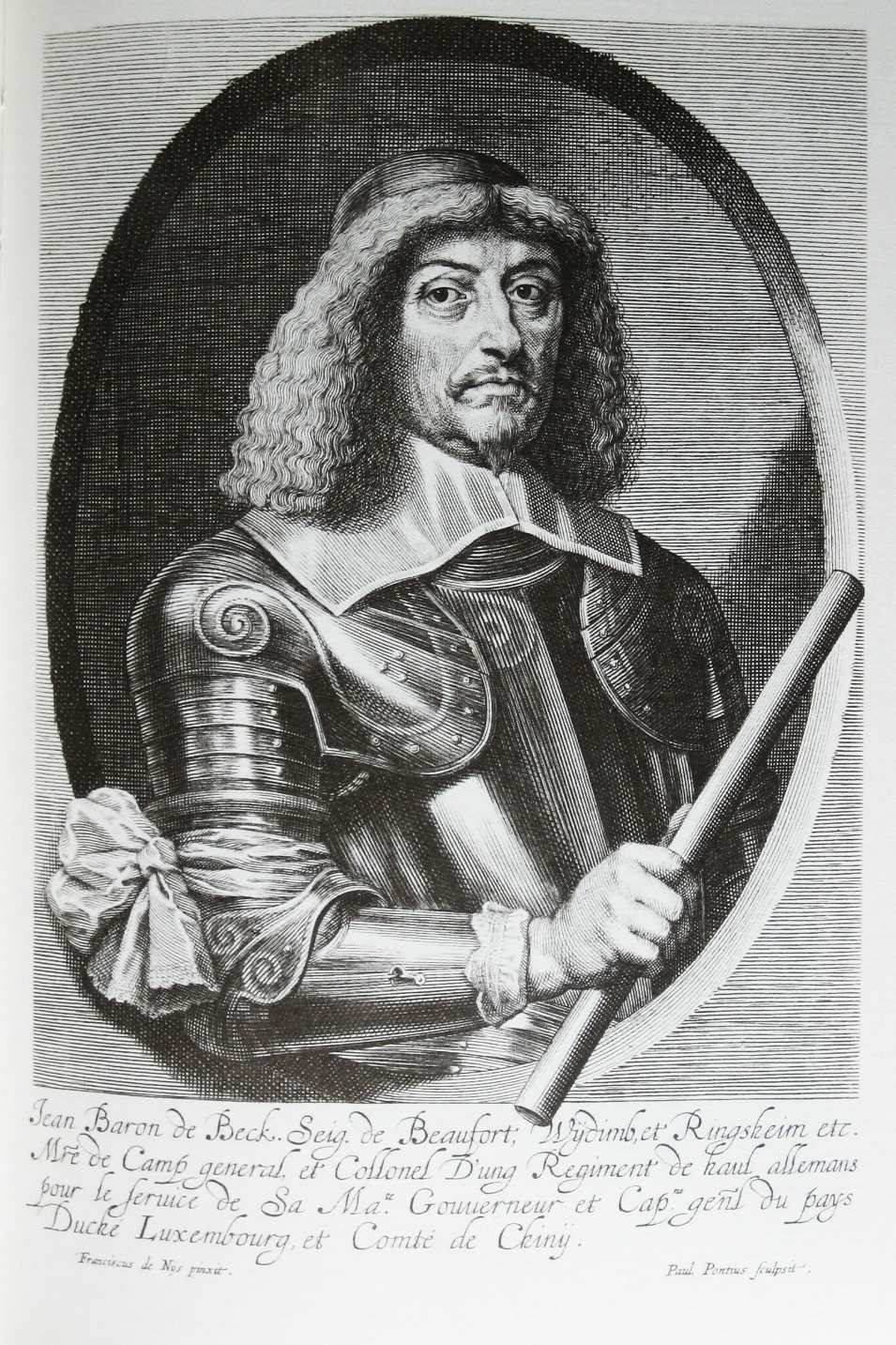
Johann von Beck báró, császári tábornok

### A spanyol csatarend
A spanyolok flandriai hadserege Don Francisco de Melo tábornok parancsnoksága alatt vonult fel. A franciákkal nagyjából azonos létszámú hadsereg (mintegy 23 000 katona) 19 gyalogezrednek megfelelő harci egységbe (ún. szekciókba és terciókba) tagozódott. Egyes források 27 000 főnyi spanyol erőt adnak meg, de Beck vezérőrnagy későn érkező, 4500 főnyi tartalék ereje nem vehetett részt a csatában. Ezek között a katonák között is akadtak idegen, flamand, német, olasz, vallon és horvát katonák.
- A bal szárnyon a flandriai hadsereg egységei álltak fel, élükön Francisco Fernández de la Cueva tábornokkal, Alburquerque hercegével (1619–1676), aki 13 ezred fölött rendelkezett. Az egyik dandár parancsnoka Juan Perez de Vivero gróf parancsnoksága alatt állt, 7 szekcióval, ezeknek parancsnokai De André báró, Vigilio Orsini (Ursins), Cesare Toralto, Antonio de Ulloa, Antonio de Butron, Juan de Borga és Gaspar de Bonifacio voltak. A másik dandárt Pedro de Villamor tábornok vezette, ez 6 szekcióból állt, De Bramont báró, Juan Mascarenns, Ermes Bentivoglio, Antonio de Rojas, Antonio Barraquin és Francisco Moron parancsnoksága alatt.
- A derékhadat középen az idős Don Paul Bernard de Fontaine gróf vezette. 18 egységét 2 dandárban állította fel. Az egyik dandárt maga Don Bernard irányította, ebben kilenc terció állt, Saint-Amour gróf (Burgundia), Antonio de Velandia-Guzman (spanyol), Bernardino de Ayala, Villalba grófja (spanyol), Albuquerque herceg (spanyol), Fernando de Quesada, Garciez grófja (spanyol), Jorge de Castellvi (spanyol), Alonso de Strozzi (itáliai), Luis de Vixconti (Visconti, itáliai), Giovanni de Liponti (itáliai) terciói és egy muskétás különítmény. A másik dandár Antonio de Quevado gróf parancsnoksága alatt állt, nyolc tercióból állt, ebből öt vallón (Ligne-i, Ribeaucourt-i, Meghen-i, Bassigny-i, Granges-i) és négy német-római birodalmi (Giulio Frangipani (Frangepán?), Ottavio Guasco, Ambis és Rittberg) terció.
- A jobb szárnyat Ernst von Isenburg gróf vezette, keze alá hét ezred tartozott. Az egyik dandár (négy regimento) parancsnoka Bucquoy grófja volt, keze alatt három elzászi ezreddel (Jakob de Broncq ezrede, a Donckel ezred és Bucquoy saját ezrede). A másik dandárt Jacinto de Vera gróf vezette, négy ezredéből az egyiket a horvátországi „Neygb Ystuan” (Nagy István?) vezette, a másik három elzászi ezred volt, De Vichet és De Sanary parancsnoksága alatt, és itt állt De Vera gróf saját ezrede is.
- A spanyol lovasságot Melo gróf a franciákhoz hasonlóan a két szárnyon, a gyalogságtól jobbra és balra, két harcvonalban állította fel, egy-egy vonalat kilenc ill. tíz lovas zászlóalj képezett.
- A spanyol tartalékhadat De André báró vezette. Négy flandriai századból állt, parancsnokai Antonia Vicentino, Carlo de Colombo és Umego grófja voltak, a negyedik De André báró saját ezrede volt.
- A spanyol tüzérségét Alvaro de Melo gróf irányította, 18 ágyúját kilenc ütegben rendezte el.

A spanyol csatarend kemény magvát a harmincéves háború során kifejlesztett gyalogos négyszög-formációk, a spanyol terciók adták. Ezeket a jól kiképzett, fegyelmezett és nehéz tűzfegyverekkel is felszerelt egységeket a spanyol hadvezetés igazi elit egységeknek tekintette, szemben a spanyol hadakban szolgáló német, vallón és itáliai ezredekkel. A terciók sűrű sorokban felállított, hosszú pikákkal felfegyverzett páncélos gyalogosokból állt. A pikások fő feladata az volt, hogy a muskétákkal vagy könnyű arkebúzokkal felszerelt gyalogos lövészeket védelmezze az ellenséges lovasság támadásától. A „spanyol-négyszögek” közepén ágyúkat állítottak fel. A harc végső, döntő fázisában a fegyelmezett pikások sorfala vezényszóra szétnyílt, és a szemből rohamozó ellenség a pikások mögül, közvetlen közelről váratlan, pusztító tüzet kapott. Mint számos korábbi sikeres ütközetben, itt is a tartalékban felállított, kombinált fegyverzetű spanyol terciók voltak hivatva arra, hogy a küzdelem kritikus fázisában meglepetésszerű csapást mérjenek, és maguk javára döntsék el az ütközetet.

## Az ütközet lefolyása
Gyors és vakmerő csapatmozdulat eredményeképpen Enghien hercege a francia csapatokat a spanyol hadsereg állásaihoz néhány kilométernyi közelségbe juttatta. május 17-én a franciáknak sikerült Rocroi várába 150 muskétával felszerelt katonát bejuttatni, ezzel a helyőrséget megerősíteni. Május 18-án a két hadsereg egy Rocroi-tól délnyugatra fekvő, erdőkkel körülvett sík területen felvonult és csatára készült. Aznap délután elkezdődött a kölcsönös tüzérségi előkészítés, egymás kölcsönös lövetése.
Éjszaka a csapatok a harcvonalban éjszakáztak. A spanyol balszárny védelmére Francisco de Melo további muskétásokat állított fel egy sűrű bozótosban, a balszárny mellett.
Másnap, május 19-én hajnalban Enghien támadásával megkezdődött az összecsapás. A francia gyalogság első támadását a centrumban álló spanyol gyalogság visszavetette. A francia lovasság – Enghien herceg utasítása ellenére – támadásba ment, de a gyalogos négyszögek a lovasrohamokat is visszaverték. A jobb szárny lovasságának támadása azonban, Jean de Gassion vezetése alatt kitérítette a spanyol lovasságot a közép felé. A spanyol balszárny fedezetlen maradt. Enghien észrevette a lehetőséget, és támadást indított a spanyol gyalogság bal szárnya ellen. A spanyol lovasság sikeres ellentámadást végzett, amely elől a francia lovasság kénytelen volt kitérni, de Enghien előrevetette a francia tartalékot, amely harcba bocsátkozott az előretörő spanyol lovassággal és lefékezte annak rohamát.
A harctéren küzdő két hadsereg ereje nagyjából egyenlő volt. Enghien számára létfontosságú volt, hogy döntést erőszakoljon ki Beck tábornok tartalék hadtestének megérkezése előtt. Arra utasította mindkét szárnyának lovasságát, hogy nagy ívben kerüljék meg a spanyol csapatokat, törjenek be a gyalogság vonalai mögé és támadják hátba a spanyol lovasságot, amely ekkor harcban állt a francia tartalék erőkkel. A hátulról érkező lovasroham szétszórta a spanyol lovasságot, amely elmenekült a harcmezőről. Enghien támadást rendelt el a magukra hagyott gyalogos négyszögek ellen. Véres közelharc kezdődött. A hosszú lándzsákat forgató gyalogság és a szétnyíló soraik közül tüzelő muskéták és ágyúk két francia rohamot is felmorzsoltak. Enghien herceg végül saját tüzérségének és a zsákmányolt spanyol ágyúknak összpontosított tüzét irányította rájuk. A tűz megtizedelte az ellenséges gyalogságot. Enghien elérte, hogy a spanyolok veszteségei hatalmasra nőjenek (a csata végére a spanyol vérveszteség csaknem a franciák kétszeresét tette ki).
A német és vallon terciók felbomlottak, a zsoldosok elmenekültek a harctérről. Közülük sokat lemészároltak és kifosztottak a csatateret környező sűrű erdőkben lesben álló helyi lakosok. A tartalékban álló spanyol terciók, parancsnokaikkal együtt azonban szilárdan helytálltak, a tüzérségi bombázás ellenére megtartották alakzatukat. Enghien felszólítását a kapitulációra büszkén visszautasították. Az emlékezet megőrizte a 11. spanyol gyalogezred parancsnokának válaszüzenetét: „Excellenciád talán elfelejtette, hogy mi egy spanyol ezred vagyunk!” A csapások alatt fogyatkozó spanyol terciók négy egymást követő francia lovasrohamot vertek vissza. Hatalmasra nőtt veszteségeit látva Enghien hercege végül kiegyezést ajánlott a két utolsó terció parancsnokának. Olyan feltételeket kínált, amelyeket a kor szokása szerint csak várvédők kaphattak az ostromlóktól: Megadás esetén Enghien szabad elvonulást ígért, fegyvereik és zászlóik megtartásával. A megegyezés létrejött. Példátlan esemény következett: a két spanyol terció életben maradt katonái teljes fegyverzetben, kibontott zászlókkal menetalakzatban elvonultak a harcmezőről déli irányban. Az Enghiennel kötött egyezmény értelmében Franciaországon keresztül bántatlanul eljutottak Baszkföldre.

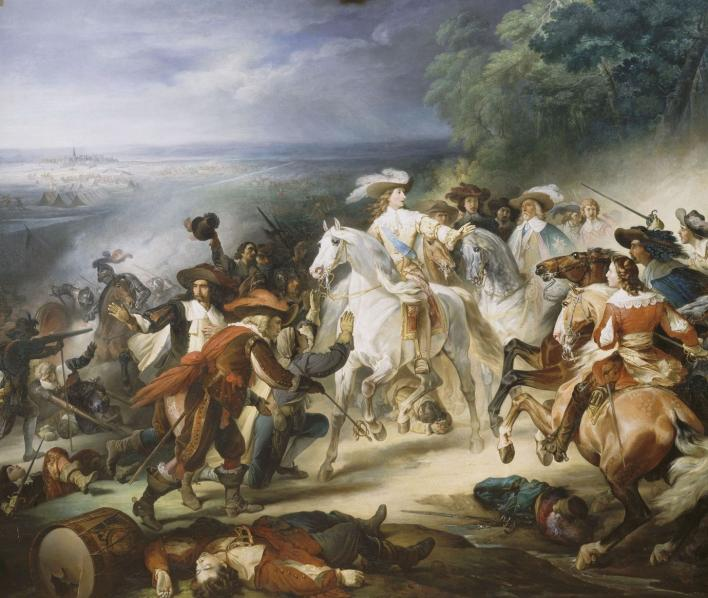
Condé hercege a rocroi-i csata végén
(François Joseph Heim műve, 18. század.)

Amikor a spanyolok megadták magukat, zavar tört ki, a bosszúszomjas francia lovasság csoportjai rájuk rohantak. Újabb mészárlás kezdődött, amit a nyomban odavágtató Enghien herceg csak a legnagyobb eréllyel, saját életének kockára tétele mellett tudott megfékezni. A legenda szerint lováról leszállva a legyőzött spanyol katonák térdre ereszkedve hódoltak neki. Csak annyi bizonyos, hogy Enghien hercegének személyes bátorságát a spanyol hadtörténészek is elismeréssel tárgyalják.
A csata május 19-én délelőtt 10 órakor véget ért. Enghien herceg francia királyi hadserege nagy győzelmet aratott. Mindkét fél súlyos vérveszteséget szenvedett. A spanyolok teljes veszteségét a források 7000-7500 főre teszik, halottakban, sebesültekben és foglyokban. Enghien herceg francia csapatai 4000-4500 katonát veszítettek. A spanyol haderő több hírneves csapatparancsnoka is a halottak között volt. Elesett az itáliai Visconti gróf, a közép jobb oldalán álló csapatok parancsnoka, és a spanyol Antonio de Velandia gróf, ezredparancsnok, mindkettőjüket abban a lovasrohamban ölték meg, amelyet Jean Gassion lovasai és Enghien lovasságának jobbszárnya hajtott végre. A spanyol korona legmagasabb rangú halottja az idős Paul Bernard de Fontaine volt, a spanyol gyalogság lotaringiai származású főparancsnoka. A 66 éves Fontaine-t, aki betegsége miatt hordszékben ülve vezényelte a spanyol muskétások tüzét, a csata utolsó perceiben ölték meg. (Hordszéke a győztesek hadizsákmánya lett, Enghien a többi holmival együtt Párizsba vitette. Ma is látható az Hôtel des Invalides-ban, a Hadsereg Múzeumának kiállításán).

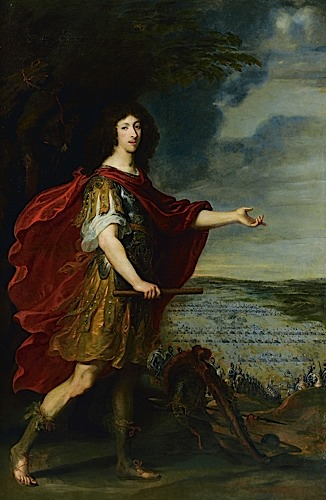
A győztes Enghien herceget dicsőítő festmény (Juste d’Egmont műve), Musée de l’armée, Párizs

## Következmények
A rocroi-i csatát a történészek a közelmúltig a spanyol fegyveres erők történetének egyik legsúlyosabb vereségeként tartották nyilván, amely végleg megtörte az 1559-es cateau-cambrésis-i békeszerződés óta fennálló politikai helyzetet és megdöntötte a spanyolok európai dominanciáját. A mai kutatások kimutatták, hogy ez erős túlzás. A francia haderő igen jelentős győzelmet aratott, de nem fordította meg a történelem menetét. A spanyol nagyhatalom még nem hanyatlott le, a háború a rocroi-i csatát követően még további 15 éven át folytatódott. Bár Spanyolország több vereséget is elszenvedett, ennek ellenére meg tudta tartani dél-németalföldi pozícióit. A rocroi-i ágyútűzben is kitartó gyalogos terciók azt is megmutatták, hogy ennek a hadviselési módnak sem ütött még a végórája. A következő évek során a fegyelmezetten és szívósan harcoló spanyol négyszögek számos csata sorsát döntötték el. 1650-ben például a Fronde felkelés harcai során Retz francia bíboros ilyen spanyol egységek segítségével mentette fel az ostromlott Bordeaux-t.
A régóta áhított francia katonai győzelem révén Ausztriai Anna anyakirályné, Franciaország régense és fia, a gyermek XIV. Lajos király számára békésebb időszak következett. E „boldog békeéveknek” azonban hamarosan vége szakadt, mert 1648–1649-ben nemesi felkelés tört ki (a Fronde), amely újabb polgárháborús zűrzavarba taszította Franciaországot.

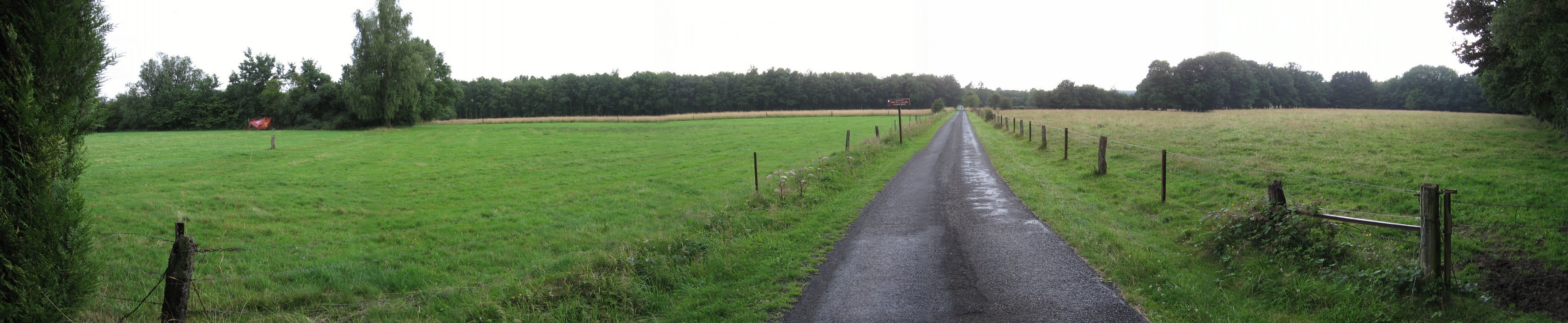
A rocroi-i csatamező képe napjainkban.

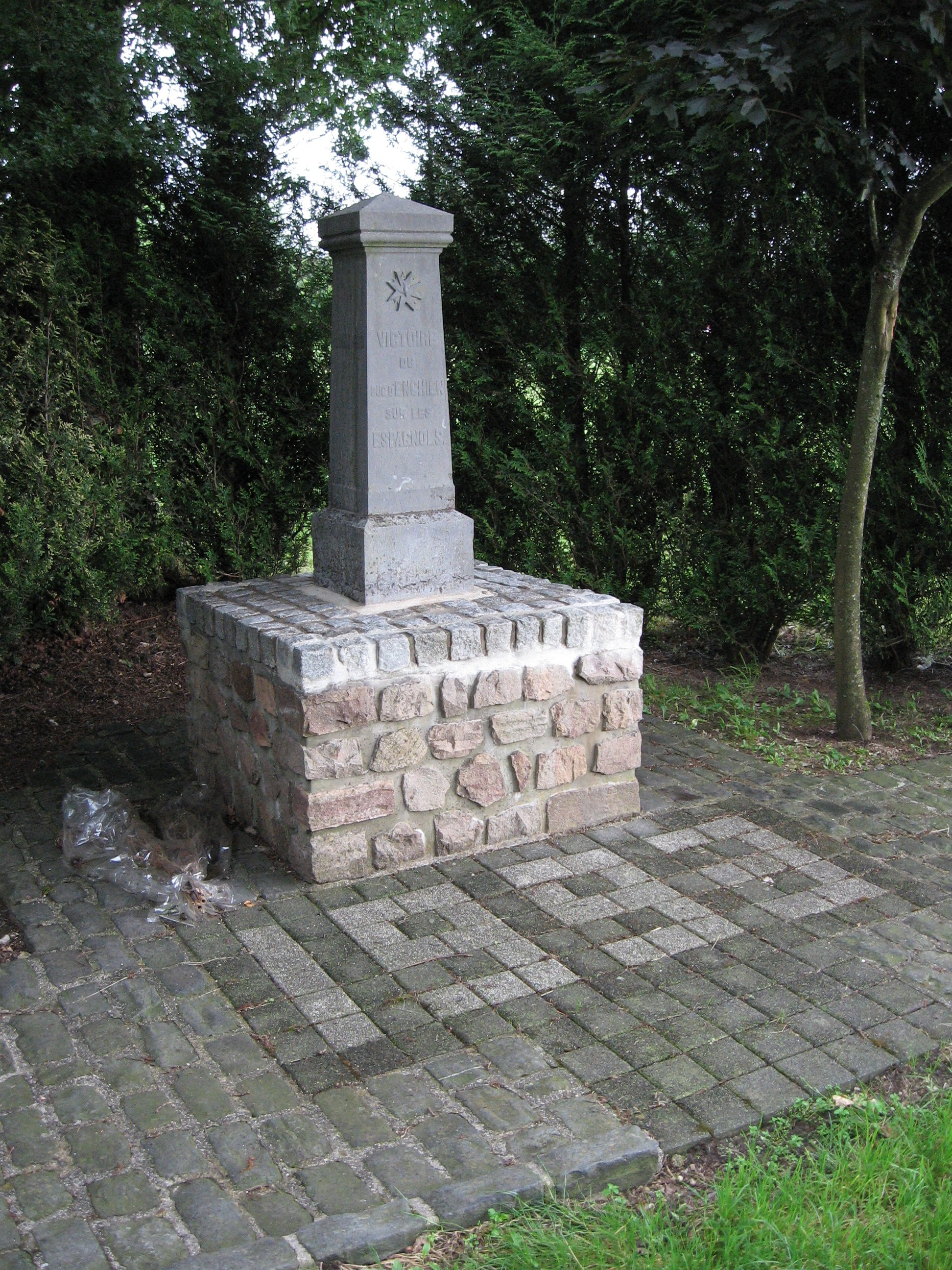
Emlékoszlop a csata helyszínén

## A csata emléke
- A csata helyszínén 1926-ban emlékoszlopot állítottak. 1993-ban, a csata 350. évfordulója alkalmából felújították.

## Szépirodalom, játékfilm
- A rocroi-i csata leírása szerepel Arturo Pérez-Reverte spanyol író 1996–2006 között kiadott romantikus regényfolyamában, az „Alatriste kapitány kalandjai”-ban (spanyolul: Las aventuras del capitán Alatriste).
- Magyar kiadása: „Alatriste kapitány kalandjai”, Ulpius-ház, 2007., (fordította Bart Dániel).
- A regényből 2006-ban spanyol kalandfilm készült, Agustín Díaz Yanes rendezésében, Alatriste kapitány (spanyolul: Alatriste) címmel (2011-ben az MTV is bemutatta).[11] A címszereplő Diego Alatriste y Tenorio spanyol kapitányt és bérgyilkost Viggo Mortensen, Francisco de Melo főparancsnokot Paco Tous alakította.